# McCall
McCall is een plaats (city) in de Amerikaanse staat Idaho, en valt bestuurlijk gezien onder Valley County.

## Demografie
Bij de volkstelling in 2000 werd het aantal inwoners vastgesteld op 2084.
In 2006 is het aantal inwoners door het United States Census Bureau geschat op 2567, een stijging van 483 (23.2%).

## Geografie
Volgens het United States Census Bureau beslaat de plaats een oppervlakte van
17,2 km², waarvan 15,3 km² land en 1,9 km² water. McCall ligt op ongeveer 1554 m boven zeeniveau.

## Plaatsen in de nabije omgeving
De onderstaande figuur toont nabijgelegen plaatsen in een straal van 60 km rond McCall.